# 加維島

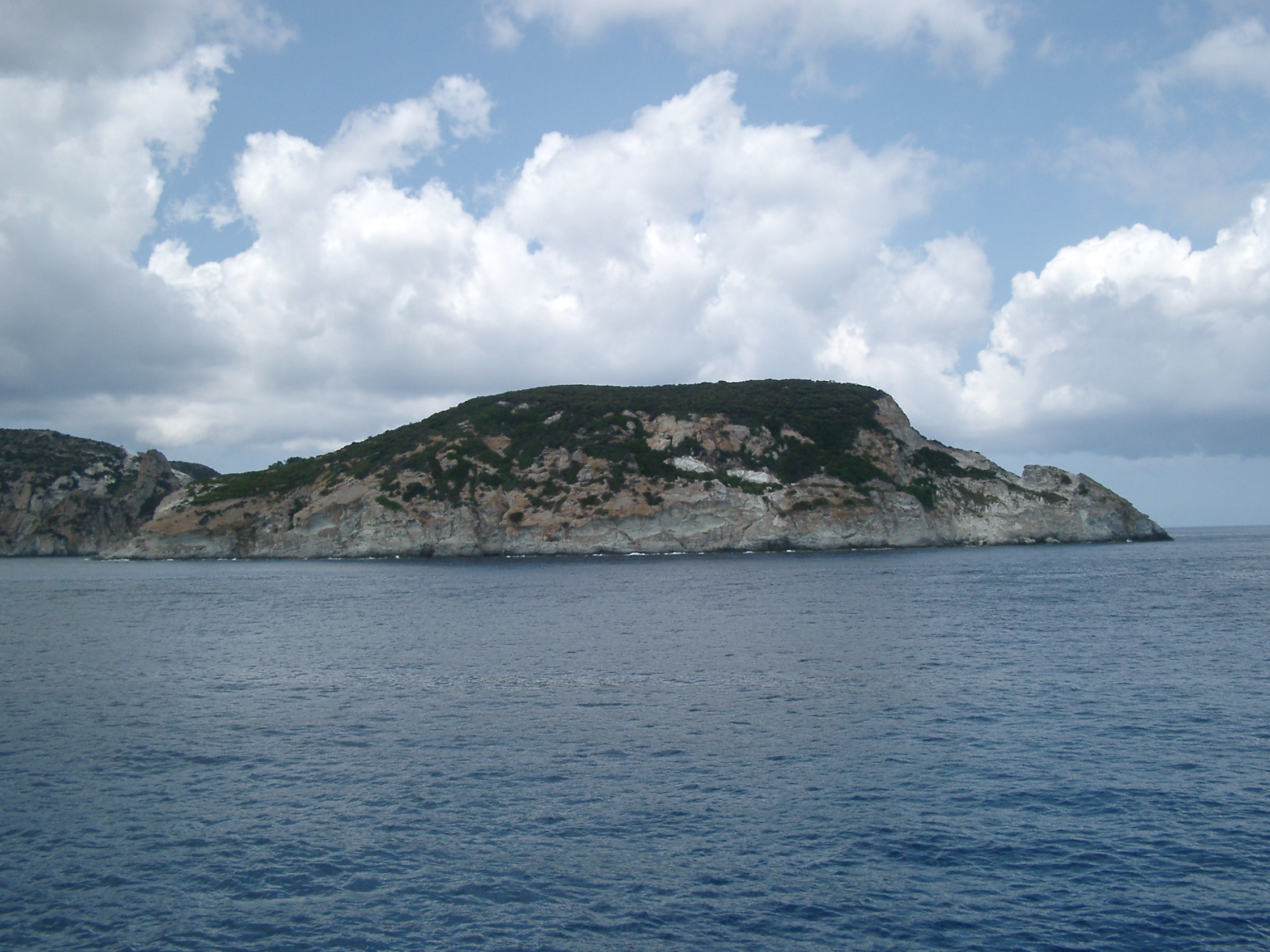

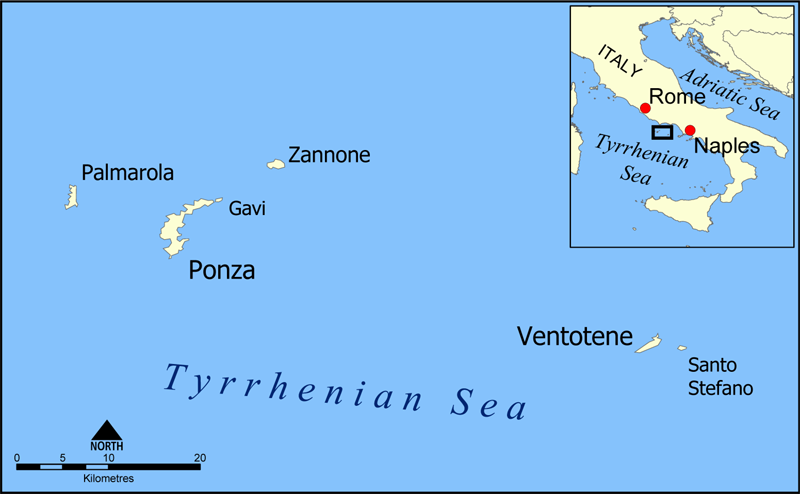

加維島是意大利的島嶼，位於提雷尼亞海，距離蓬扎島以北120米，屬於龐廷群島的一部分，長0.7公里、寬0.35公里，面積0.14平方公里，最高點海拔高度101米，島上無人居住。
40°56′06″N 13°00′00″E / 40.935°N 13.000°E